# Hugo Leal
Hugo Miguel Ribeiro Leal (Cascais, 21 maggio 1980) è un allenatore di calcio ed ex calciatore portoghese, di ruolo centrocampista.

## Carriera

### Club
Nato nella periferia di Lisbona, Leal ha iniziato la carriera nelle giovanili del Benfica e, non ancora diciassettenne, ha esordito nel campionato di calcio portoghese, contro l'Espinho, il 20 aprile 1997, nella vittoria del Benfica per due a zero. Nel 1998-1999, è avvenuta la sua esplosione, con ventisette gare giocate e tre reti messe a segno. Ha giocato anche nel club satellite del Benfica, l'Alverca, all'epoca nella massima divisione del campionato portoghese.
Nell'estate 1999, si è trasferito agli spagnoli dell'Atlético Madrid. Nella prima stagione, il club è retrocesso in Segunda División e, nel giorno della sua unica rete in campionato contro il Siviglia, è stato anche espulso. Leal è rimasto anche nella stagione successiva, ma non è riuscito ad aiutare i Colchoneros a raggiungere la promozione, nonostante abbia giocato trentasei partite e siglato quattro reti.
Si è quindi trasferito al Paris Saint-Germain nel 2001, contribuendo a raggiungere la finale di Coppa di Francia per due anni consecutivi. Comunque, il suo utilizzo è calato col passare del tempo, costringendo a tornare in Portogallo tre stagioni dopo, quando ha firmato per il Porto. Dopo sei mesi a Porto, è stato prestato all'Académica de Coimbra.
Nel 2005, è passato allo Sporting Braga, ma ha lasciato la squadra a gennaio 2007, rescindendo consensualmente il contratto dopo sole diciassette partite disputate in quasi due campionati. È tornato nella città di Lisbona, stavolta al Belenenses, ma anche qui non ha trovato continuità a causa degli infortuni.
Nell'ottobre 2008, è passato ai neopromossi del Trofense.

### Nazionale
Leal è stato impiegato una sola volta con la maglia del Portogallo, quando la squadra ha pareggiato per zero a zero un'amichevole a Parigi contro i Paesi Bassi, il 19 febbraio 1999.

## Palmarès

### Giocatore

#### Competizioni nazionali
- Coppa di Francia: 1

Paris Saint-Germain: 2003-2004
- Supercoppa di Portogallo: 1

Porto: 2004